# Hưng Lộc, Vinh
Hưng Lộc là một Phường thuộc thành phố Vinh, tỉnh Nghệ An, Việt Nam.
Phường Hưng Lộc có diện tích 6,71 km², dân số năm 2021 là 51.991 người, mật độ dân số đạt 1.981 người/km².
website: http://hungloctpv.com.vn/ Lưu trữ ngày 23 tháng 6 năm 2021 tại Wayback Machine